# Корпуана еквадорська
Корпуа́на еквадорська (Asthenes griseomurina) — вид горобцеподібних птахів родини горнерових (Furnariidae). Мешкає в Еквадорі і Перу.

## Поширення і екологія

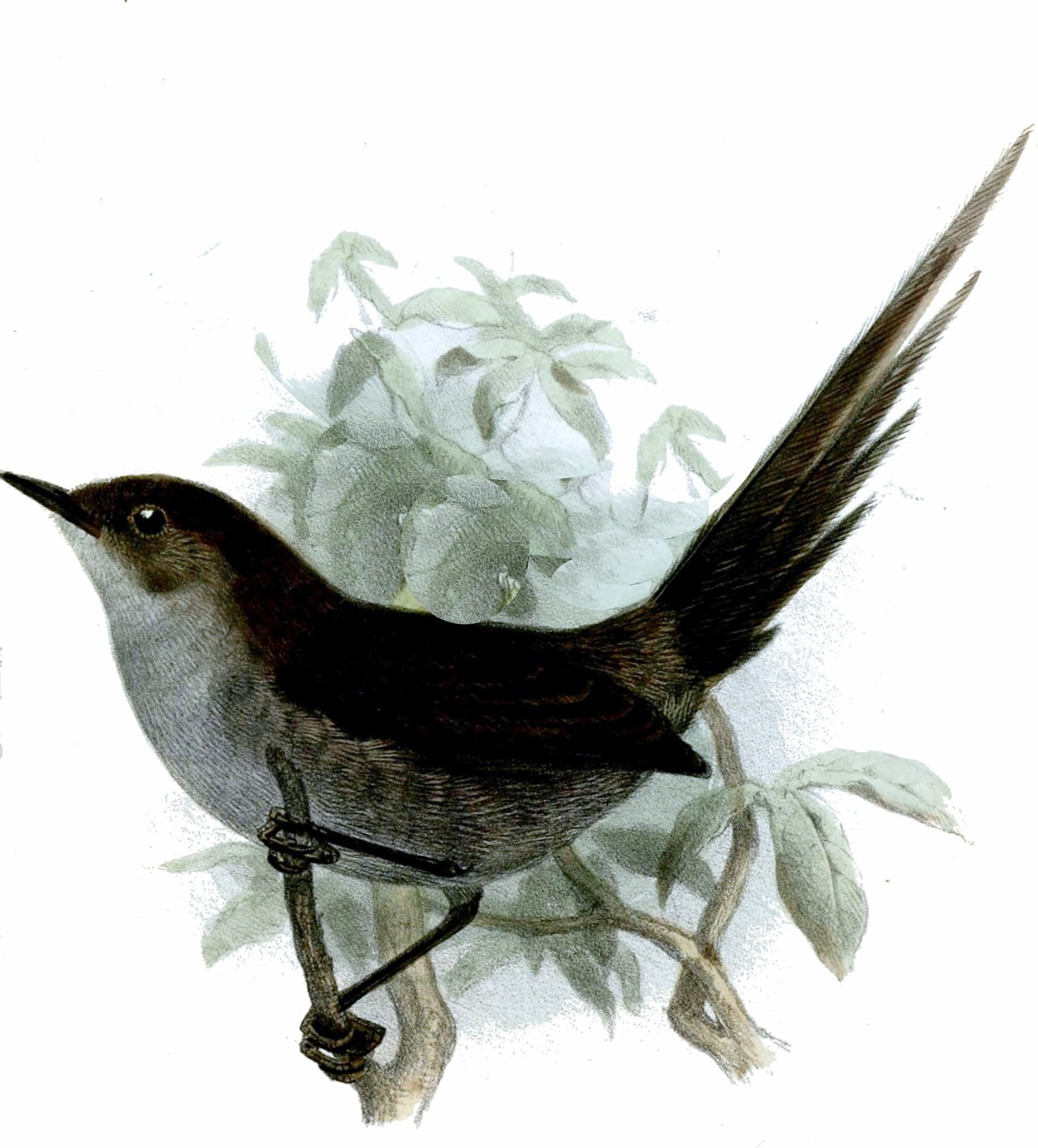
Еквадорська корпуана

Еквадорські корпуани мешкають в Андах на півдні Еквадору (на південь від Асуая і Морони-Сантьяго) та на півночі Перу (П'юра, північна Кахамарка). Вони живуть в чагарниковому підліску вологих гірських тропічних лісів Polylepis, поблизу або нижче верхньої межі лісу, а також на високогірних луках. Зустрічаються на висоті від 2150 до 4000 м над рівнем моря.